# W dół do ziemi
W dół, do ziemi (tyt. oryg. Downward to the Earth) – powieść fantastycznonaukowa amerykańskiego pisarza Roberta Silverberga z 1970 roku. Powieść znana jest też w Polsce pod alternatywnym tytułem W dół ku ziemi. W 1971 zdobyła nominacje do Nagrody Locusa za najlepszą powieść.

## Treść
Kosmonauta Gundersen po latach wraca on na planetę Belzegor, na której był niegdyś zarządcą. Obecnie jest ona we władaniu dwóch rodzimych ras: słoniopodobnych nildorów oraz człekokształtnych sulidorów. Podróż została spowodowana dręczącymi naszego bohatera wspomnieniami. Postanawia wziąć udział w miejscowym rytuale religijnym. Żaden człowiek nie wie, na czym on polega, ale Gundersen czuje wewnętrzną potrzebę jego wypełnienia. Wyrusza w podróż po planecie. Porównuje ludzką cywilizację z kulturą miejscowych ras. Pod względem technologicznym jest prymitywna, ale jej prawdziwą wartość stanowi bogactwo przeżyć duchowych, doznań religijnych, filozofii. 

## Tłumaczenia na inne języki
| Rok wydania tłumaczenia | Język      | Tytuł                       | Źródło |
| ----------------------- | ---------- | --------------------------- | ------ |
| 1973                    | Francuski  | Les profondeurs de la terre | [ 2 ]  |
| 1973                    | Niemiecki  | Die Mysterien von Belzagor  | [ 2 ]  |
| 1979                    | Włoski     | Mutazione                   | [ 2 ]  |
| 1981                    | Hiszpański | Regreso a Belzagor          | [ 2 ]  |

## Polskie wydania
Pierwsze polskie wydanie ukazało się w 1990 nakładem Domu Wydawniczego Rebis w tłumaczeniu Pawła Lipszyca. W 2008 wydawnictwo Solaris wydało omnibus w tłumaczeniu Ireny Lipińskiej, który poza W dół do ziemi zawierał również powieść Czas przemian. W 2024 roku ukazało się kolejne wydanie powieści nakładem wydawnictwa Vesper w ramach serii Wymiary. Ponownie wykorzystano tłumaczenie Ireny Lipińskiej. 
Wcześniej, w 1987, pojawiło się wydanie książki pod tytułem W dół, ku ziemi. Prawdopodobnie była to tzw. klubówka.

## Adaptacje
W 2018 ukazała się powieść graficzna pod tym samym tytułem, będący adaptacją powieści. Polskie wydanie w tłumaczeniu Maciejki Mazan ukazało się w 2020, nakładem Egmont Polska.